# Skoki do wody na Letnich Igrzyskach Olimpijskich 1980
Skoki do wody na Letnich Igrzyskach Olimpijskich 1980 w Moskwie zostały rozegrane w dniach 20–28 lipca 1980 r. Wzięło w nich udział 67 skoczków – 33 kobiety i 34 mężczyzn z 21 krajów. W tabeli medalowej tryumfowali gospodarze igrzysk.

## Medaliści

### Mężczyźni
| Konkurencja    | Złoto             | Wynik   | Srebro           | Wynik   | Brąz                  | Wynik   |
| Trampolina 3 m | Aleksandr Portnow | 905,025 | Carlos Girón     | 892,140 | Franco Cagnotto (ITA) | 871,500 |
| Wieża 10 m     | Falk Hoffmann     | 835,650 | Władimir Alejnik | 819,705 | Dawid Ambarcumian     | 817,440 |

### Kobiety
| Konkurencja    | Złoto           | Wynik   | Srebro           | Wynik   | Brąz          | Wynik   |
| Trampolina 3 m | Irina Kalinina  | 725,910 | Martina Pröeber  | 698,895 | Karin Guthke  | 685,245 |
| Wieża 10 m     | Martina Jäschke | 596,250 | Sirward Emirzian | 576,465 | Liana Cotadze | 575,925 |

## Klasyfikacja medalowa
| Lp. | Reprezentacja |   |   |   | Razem |
| --- | ------------- | - | - | - | ----- |
| 1.  | ZSRR          | 2 | 2 | 2 | 6     |
| 2.  | NRD           | 2 | 1 | 1 | 4     |
| 3.  | Meksyk        | 0 | 1 | 0 | 1     |
| 4.  | Włochy        | 0 | 0 | 1 | 1     |